# Sonnenfinsternis vom 30. April 59
Die Sonnenfinsternis vom 30. April 59 war eine totale Sonnenfinsternis, die unter anderem im Mittelmeerraum zu sehen war.

## Beschreibung
Der Kernschattenbereich begann im heutigen Venezuela, überquerte nach dem Atlantik Nordafrika in östlicher Richtung, streifte Griechenland, die Türkei, überquerte Syrien, den Irak, den Iran und endete schließlich in Pakistan. Der Höhepunkt der Sonnenfinsternis befand sich im heutigen Marokko. Die Sonnenfinsternis gehört zum Saroszyklus 68.

## Historische Erwähnung
Die Sonnenfinsternis vom 30. April 59 wurde von Tacitus und Plinius dem Älteren erwähnt, sie wurde zu den Wunderzeichen im Zusammenhang mit der Ermordung Agrippinas durch ihren Sohn Nero gezählt. Plinius berichtet im zweiten Buch seiner Naturalis Historia im Abschnitt LXXII:

“solis defectum Vipstano et Fonteio cos., qui fuere ante paucos annos, factum pridie kalendas Maias Campania hora diei inter septimam et octavam sensit, Corbulo dux in Armenia inter horam diei decimam et undecimam prodidit visum, circuitu globi alia aliis detegente et occultante.”

„Vor einigen Jahren, unter den Konsuln Vipstanus und Fontejus sah man in Kampanien am 30. April zwischen der 7. und 8. Tagesstunde eine Sonnenfinsternis, welche Corbulo, der damalige Feldherr in Armenien, zwischen der 10. und 11. Tagesstunde bemerkt haben will. So zeigt und verdeckt die Erde durch ihre Kugelform dem Einen dieses, dem Anderen jenes.“

Die erwähnten Konsuln und der Feldherr Gnaeus Domitius Corbulo in Armenien weisen in das Jahr 59, so dass durch diese Sonnenfinsternis eine absolute Datierung ermöglicht wird.